# Hamza ibn ‘Abd al-Muttalib
Hamza ibn Abd al-Muttalib,  född 568 i Mecka, död 19 mars 625 i slaget vid Uhud nära Medina. 
Han var farbror till islams profet, Muhammed. Hans smeknamn var "Guds lejon"
När Hamza kom tillbaka från jakt i öknen hörde han att hans brorson Muhammed hade blivit misshandlad av Abu Jahl. Hamza blev arg och gick till Kaba där Abu Jahl satt med några kända personer från Quraish. Hamza började slå Abu Jahl med sin pilbåge och förklarade att han var muslim. 
Hamza var en viktig person för muslimerna i slaget vid Badr där muslimerna segrade över Meckas armé, som leddes av bland andra Abu Jahl.
19 mars 625 inträffade slaget vid Uhud mellan muslimerna och en armé från Mecka som leddes Abu Sufyan ibn Harb, Khalid ibn al-Walid och Ikrimah ibn Abi-Jahl. Hamza deltog i kriget och krigade med två svärd och skrek "Jag är Guds lejon". Wahshy som var slav till Jubayr ibn Mut'im hade blivit lovad att frias om han dödade Hamza. Wahshy hade ett spjut,  kastade den mot Hamza och lyckades träffa honom i magen och dödade honom.
Muslimerna var nära att vinna kriget men ett allvarligt misstag från en del av den muslimska armén avgjorde utgången av slaget. Mot Muhammeds order lämnade de muslimska bågskyttarna sina tilldelade positioner och vid en överraskande attack från Meckas kavalleri, lett av Meckas krigsveteran Khalid ibn al-Walid, uppstod kaos i de muslimska leden. 70 muslimer dödades och även Muhammed själv blev skadad.